# پترزبورگ، شهرستان موریس، نیوجرسی
پترزبورگ (به انگلیسی: Petersburg) یک منطقهٔ مسکونی در ایالات متحده آمریکا است که در نیوجرسی واقع شده‌است. پترزبورگ ۲۴۵٫۰۶ متر بالاتر از سطح دریا واقع شده‌است.